# Stanislav Zore
Stanislav "Stane" Zore (Znojile kod Kamnika, 7. rujna 1958.), slovenski franjevac, pjesnik, prevoditelj i ljubljanski nadbiskup i metropolit.

## Životopis
Rođen je 7. rujna 1958. u Znojilama kod Kamnika. Gimnaziju je završio u Kamniku, nakon čega 1. rujna 1977. pristupa franjevačkom samostanu u Novoj Gorici. Godinu dana kasnije položio je privremene, a 4. listopada 1984. vječne zavjete čime je pristupio franjevačkom redu. Za svećenika je zaređen 29. lipnja 1985. u Ljubljani. Diplomirao bogoslovlje na Teološkom fakultetu u Ljubljani. 
Bio je rektor Bazilike Majke od pomoći u Brezju u razdoblju između 1989. i 1995. godine te bazilike Bazilike Marije, Božje Majke u Novoj Gorici između 1995. i 1998. godina. Dvaput je obnašao dužnost provincijskog ministra Slovenske franjevačke provincije sv. Križa (1998. – 2004. i 2010. – 2014.)
Dana 4. listopada 2014. imenovan je za ljubljanskog nadbiskupa kao prvi franjevac na tom položaju. Svečano je ustoličen u ljubljanskoj prvostolnici, Katedrali sv. Nikole, 23. studenog 2014. te se okupljenima obratio riječima: Veselite su u Gospodinu jer vam vašeg veselja nitko neće uzeti! ↓b1
Dana 13. ožujka 2017. imenovan je za predsjednika Slovenske biskupske konferencije.

## Djela
Godine 2010. u Ljubljani predstavio je svoju pjesničku zbirku Podest življenja. Objavio je niz prijevoda katoličkih teologa i pisaca na slovenski, među kojima i djela Katarine Sijenske, Vittoria Messorija i pape Ivana Pavla II.